# 林家庄行宫
林家庄行宫，简称林宫，位于江苏省宿迁市宿豫区仰化镇复隆村四组，建成时属淮安府桃源县。

## 简介
林家庄行宫是乾隆帝南巡时，途经林家庄时的临时行宫。道光年间，因大运河决堤被毁。后为纪念乾隆帝，于原址建复隆镇，而今复隆镇仅为村落。2009年，江苏省宿迁市宿豫区第三次全国文物普查工作小组在仰光镇发现林家庄行宫遗址。
2009年，宿迁市人民政府将该遗址作为仰化行宫遗址公布为第三批宿迁市文物保护单位。